# Isomerida lanifica
Isomerida lanifica är en skalbaggsart som först beskrevs av Ernst Friedrich Germar 1824.  Isomerida lanifica ingår i släktet Isomerida och familjen långhorningar. Inga underarter finns listade i Catalogue of Life.